# Superbe (rivière)
La Superbe est une rivière française de Champagne, affluent en rive droite de l'Aube et donc sous-affluent de la Seine, et qui coule dans les départements de la Marne et de l'Aube.

## Géographie
La longueur de son cours d'eau est de 39,6 km.
Son bassin est situé en Champagne crayeuse. La rivière naît dans la Marne à Connantray-Vaurefroy, et prend d'abord la direction de l'ouest vers Fère-Champenoise. De là, son cours s'infléchit doucement vers le sud, et se maintiendra ainsi jusqu'à la fin de son parcours.
Elle se jette dans l'Aube sur le territoire de la commune de Saint-Saturnin, à la limite entre les départements de la Marne et de l'Aube.
Elle ne doit pas être confondue avec la rivière homonyme de Haute-Saône, petit affluent de rive droite de la Saône.

## Communes traversées
Elle baigne les localités de Connantray-Vaurefroy, Fère-Champenoise, Connantre, Pleurs, Marigny, Angluzelles, Thaas, Saint-Saturnin et Vouarces.

## Affluents
- La Maurienne
- Les Bimes
- Les Auges : Il s'agit d'une dérivation du Grand Morin, qui fut créée au Moyen Âge par des moines pour alimenter la ville de Sézanne. Ce cours d'eau tient son nom d'auges en bois qui furent les premières canalisations. Grossie du ru de la Fontaine du Vé, puis du ruisseau du Petit-Etang, puis du ruisseau de Saint-Remy, cette rivière, longue de 18,1 kilomètres, se jette dans la Superbe à Pleurs.

## Hydrologie
Le débit de la Superbe a été observé pendant une période de 38 ans (1970-2007), à Saint-Saturnin, localité du département de la Marne, située tout près du confluent avec l'Aube,. Le bassin versant de la rivière est de 320 km2.
Le module de la rivière à Saint-Saturnin est de 1,64 m3/s.
La Superbe présente des fluctuations saisonnières de débit importantes. De janvier à mai se présente la saison des crues qui porte le débit moyen mensuel à un niveau situé entre 2,19 et 3,08 m3/s avec un maximum en février-mars. Suit alors une baisse progressive. Les basses eaux surviennent de juillet à octobre inclus, avec un minimum du débit mensuel moyen au niveau de 0,463 m3/s en septembre, ce qui n'est guère trop sévère.
Le régime de la Superbe s'explique par le fait qu'une grande partie de l'eau des précipitations d'automne-hiver s'infiltre dans le sol crayeux, faisant alors monter la masse des eaux souterraines. En fin d'hiver la nappe a atteint son maximum et alimente abondamment la rivière. Ce faisant, le niveau de la nappe baisse et bientôt, en été, les sources deviennent moins abondantes, et le débit de la rivière diminue en attendant le prochain automne. Cependant, si les nouvelles pluies se produisent trop tard ou sont insuffisantes, les eaux souterraines se tarissent totalement et le cours d'eau peut ainsi tomber à sec.
Le VCN3 peut donc chuter jusque 0,000 m3/s, en cas de période quinquennale sèche, et le cours d'eau est dès lors à sec, ce qui est extrêmement sévère.
Par contre les crues sont fort peu importantes. Les QIX 2 et QIX 5 valent respectivement 3,8 et 5,3 m3/s. Le QIX 10 vaut 6,3 m3/s, tandis que le QIX 20 se monte à 7,3 m3/s. Enfin le QIX 50 ne vaut pas plus de 8,6 m3/s.
Le débit instantané maximal enregistré a été de 7,41 m3/s le 1er avril 1978, tandis que la valeur journalière maximale était de 7,37 m3/s le même jour. En comparant le premier de ces chiffres aux valeurs des différents QIX de la rivière, il apparaît que cette crue était d'ordre vicennal et donc nullement exceptionnelle. On peut considérer qu'elle est destinée à se répéter tous les 20 ans en moyenne.
La lame d'eau écoulée dans le bassin de la Superbe est de 161 millimètres annuellement, ce qui est médiocre, très nettement inférieur à la moyenne d'ensemble de la France, mais également à celle de l'ensemble du bassin versant de la Seine (240 millimètres). Le débit spécifique (ou Qsp) se monte dès lors à un faible 5,1 litres par seconde et par kilomètre carré de bassin.